# Monanthochloe
Monanthochloe là một chi thực vật có hoa trong họ Hòa thảo (Poaceae).

## Loài
Chi Monanthochloe gồm các loài: